# Jimmy Chamberlin Complex
The Jimmy Chamberlin Complex è un gruppo alternative rock/jazz fusion, fondato da Jimmy Chamberlin e Billy Mohler. Il loro album di debutto, intitolato Life Begins Again è stato pubblicato il 25 gennaio 2005.
Nell'album sono presenti, in veste di cantanti, Rob Dickinson (che negli anni '90 aveva fatto parte del gruppo alternative britannico Catherine Wheel), Billy Corgan (cantante dei The Smashing Pumpkins, il precedente gruppo di Chamberlin) e Bill Medley dei The Righteous Brothers.

## Membri

### Formazione più recente
- Jimmy Chamberlin (Batteria)
- Billy Mohler (Basso, Voce)
- Gannin Arnold (Chitarra)

### Membri Aggiuntivi
- Mike Garson (Piano)